# Salto (San Sebastián)
Salto es un barrio ubicado en el municipio de San Sebastián en el estado libre asociado de Puerto Rico. En el Censo de 2010 tenía una población de 3.069 habitantes y una densidad poblacional de 248,89 personas por km².

## Geografía
Salto se encuentra ubicado en las coordenadas 18°22′44″N 67°0′44″O / 18.37889, -67.01222. Según la Oficina del Censo de los Estados Unidos, Salto tiene una superficie total de 12.33 km², que corresponden a tierra firme.

## Demografía
Según el censo de 2010, había 3.069 personas residiendo en Salto. La densidad de población era de 248,89 hab./km². De los 3.069 habitantes, Salto estaba compuesto por el 87.59% blancos, el 2.41% eran afroamericanos, el 0.03% eran asiáticos, el 6.48% eran de otras razas y el 3.49% pertenecían a dos o más razas. Del total de la población el 99.25% eran hispanos o latinos de cualquier raza.